# Liga Femenina 2 de baloncesto 2008-09
La Liga Femenina 2 de baloncesto 2008-09 fue la 8.ª temporada de la segunda máxima competición de clubes femeninos de baloncesto en España, organizada por la Federación Española de Baloncesto.

## Formato
- Liga regular: participaron 31 equipos divididos en dos grupos, el Grupo A (16 equipos) y el Grupo B (15 equipos). En cada grupo jugaron todos contra todos en partidos de ida/vuelta en 30 y 28 jornadas respectivamente.
- Fase final: los cuatro primeros de ambos grupos disputaron en una misma sede la fase de ascenso a Liga Femenina, se dividieron en dos grupos de cuatro equipos, dos del grupo A y 2 del grupo B según el orden de clasificación. Los dos mejores de cada grupo pasaron a las semifinales. El ganador de cada una de ellas ascendió deportivamente a Liga Femenina.[1]
- Fase de permanencia: los equipos clasificados en los puestos 14.º y 15.º de ambos grupos compitieron en sede única en una liga a una vuelta. Los 2 últimos clasificados descendieron a Primera División Femenina. Descenso directo del  equipo 16.º del Grupo A en la liga regular.

## Equipos por comunidad autónoma

### Grupo A
| Comunidad autónoma  | N.º | Equipos |
| ------------------- | --- | --- |
| Andalucía           | 1   | Grupo Marsol Conquero (Huelva) |
| Asturias            | 1   | Asac Comunicaciones ADBA (Avilés) |
| Castilla y León     | 4   | Aros (León) CB Bembibre PDM (Bembibre) Caja Rural Promogest Valbusenda (Zamora) Arranz-Jopisa Burgos (Burgos)                                             |
| Comunidad de Madrid | 3   | Isolux - Corsan Alcobendas (Alcobendas) CREF ¡Hola! (Madrid) Moguerza Real Canoe NC (Madrid)                                                              |
| Extremadura         | 2   | Iniexsa Extremadura Cáceres 2016 (Cáceres) Proffasa Badajoz Extremadura (Badajoz)                                                                         |
| Galicia             | 5   | Universitario de Ferrol (Ferrol) Pío XII (Santiago de Compostela) Durán Maquinaria Ensino (Lugo) CB Arxil Comervia (Pontevedra) Pabellón Ourense (Orense) |

### Grupo B
| Comunidad autónoma | N.º | Equipos |
| ------------------ | --- | --- |
| Aragón             | 1   | Stadium Casablanca (Zaragoza) |
| Canarias           | 2   | Aguere (Santa Cruz de Tenerife) CB Uni-Cajacanarias (Santa Cruz de Tenerife)                                                                                               |
| Castilla-La Mancha | 1   | Alvargómez (Guadalajara) |
| Cataluña           | 6   | Segle XXI (Barcelona) SR Lima-Horta (Barcelona) Hochland Viladecans (Viladecans) Femení Sant Adrià (San Adrián de Besós) Uni Girona (Gerona) CB Valls Vane-Lafarge (Valls) |
| Islas Baleares     | 1   | Jovent Palma (Palma) |
| Navarra            | 1   | UNB Obenasa Navarra (Pamplona) |
| País Vasco         | 3   | Gdko Ibaizabal (Galdácano) Biurrarena UPV (San Sebastián) Irlandesas (Lejona)                                                                                              |

## Liga Regular

### Grupo A
| | Equipo                           | Puntos | J  | G  | P  | PF   | PC   | DP   |
| --- | -------------------------------- | ------ | -- | -- | -- | ---- | ---- | ---- |
| 1 | Arranz-Jopisa Burgos             | 53     | 30 | 23 | 7  | 2251 | 1937 | 314  |
| 2 | Moguerza Real Canoe NC           | 53     | 30 | 23 | 7  | 2181 | 1943 | 238  |
| 3 | Caja Rural Promogest Valbusenda  | 52     | 30 | 22 | 8  | 2439 | 2113 | 326  |
| 4 | Universitario de Ferrol          | 52     | 30 | 22 | 8  | 2102 | 1912 | 190  |
| 5 | Proffasa Badajoz Extremadura     | 51     | 30 | 21 | 9  | 2125 | 1849 | 276  |
| 6 | Pío XII                          | 51     | 30 | 21 | 9  | 2127 | 1829 | 298  |
| 7 | Isolux - Corsan Alcobendas       | 50     | 30 | 20 | 10 | 2114 | 2037 | 77   |
| 8 | CB Bembibre PDM                  | 48     | 30 | 18 | 12 | 2254 | 2210 | 44   |
| 9 | CB Arxil Comervia                | 43     | 30 | 13 | 17 | 2119 | 2213 | -94  |
| 10 | Asac Comunicaciones ADBA         | 41     | 30 | 11 | 19 | 1927 | 2028 | -101 |
| 11 | Iniexsa Extremadura Cáceres 2016 | 41     | 30 | 11 | 19 | 1989 | 2097 | -108 |
| 12 | CREF ¡Hola!                      | 39     | 30 | 9  | 21 | 1948 | 2193 | -245 |
| 13 | Durán Maquinaria Ensino          | 38     | 30 | 8  | 22 | 1861 | 2105 | -244 |
| 14 | Pabellón Ourense                 | 38     | 30 | 8  | 22 | 1663 | 2078 | -415 |
| 15 | Grupo Marsol Conquero            | 36     | 30 | 6  | 24 | 2076 | 2331 | -255 |
| 16 | Aros                             | 34     | 30 | 4  | 26 | 1958 | 2259 | -301 |
| Fuente: Federación Española de Baloncesto: Clasificación de la Liga Femenina 2 - Grupo A; actualización automática |                                  |        |    |    |    |      |      |      |

### Grupo B
| | Equipo                | Puntos | J  | G  | P  | PF   | PC   | DP   |
| --- | --------------------- | ------ | -- | -- | -- | ---- | ---- | ---- |
| 1 | Uni Girona            | 54     | 28 | 26 | 2  | 2202 | 1630 | 572  |
| 2 | UNB Obenasa Navarra   | 53     | 28 | 25 | 3  | 2049 | 1618 | 431  |
| 3 | Hochland Viladecans   | 49     | 28 | 21 | 7  | 1977 | 1683 | 294  |
| 4 | Femení Sant Adrià     | 48     | 28 | 20 | 8  | 1989 | 1607 | 382  |
| 5 | CB Uni-Cajacanarias   | 46     | 28 | 18 | 10 | 2045 | 1866 | 179  |
| 6 | Biurrarena UPV        | 44     | 28 | 16 | 12 | 1999 | 1967 | 32   |
| 7 | Stadium Casablanca    | 44     | 28 | 16 | 12 | 1867 | 1797 | 70   |
| 8 | CB Valls Vane-Lafarge | 41     | 28 | 13 | 15 | 1831 | 1990 | -159 |
| 9 | Alvargómez            | 40     | 28 | 12 | 16 | 1884 | 1959 | -75  |
| 10 | Aguere                | 38     | 28 | 10 | 18 | 1804 | 2007 | -203 |
| 11 | Irlandesas            | 36     | 28 | 8  | 20 | 1754 | 1977 | -223 |
| 12 | Segle XXI             | 36     | 28 | 8  | 20 | 1609 | 1856 | -247 |
| 13 | Gdko Ibaizabal        | 34     | 28 | 6  | 22 | 1667 | 1965 | -298 |
| 14 | SR Lima-Horta         | 34     | 28 | 6  | 22 | 1594 | 1856 | -262 |
| 15 | Jovent Palma          | 33     | 28 | 5  | 23 | 1545 | 2038 | -493 |
| Fuente: Federación Española de Baloncesto: Clasificación de la Liga Femenina 2 - Grupo B; actualización automática |                       |        |    |    |    |      |      |      |

## Fase Final

### Grupo 1
| | Equipo                  | Puntos | J | G | P | PF  | PC  | DP  |
| --- | ----------------------- | ------ | - | - | - | --- | --- | --- |
| 1 | Arranz-Jopisa Burgos    | 6      | 3 | 3 | 0 | 197 | 166 | 31  |
| 2 | UNB Obenasa Navarra     | 5      | 3 | 2 | 1 | 188 | 170 | 18  |
| 3 | Hochland Viladecans     | 4      | 3 | 1 | 2 | 169 | 188 | -19 |
| 4 | Universitario de Ferrol | 3      | 3 | 0 | 3 | 200 | 230 | -30 |
| Fuente: Federación Española de Baloncesto: Clasificación de la Liga Femenina 2 - Final Grupo 1; actualización automática |                         |        |   |   |   |     |     |     |

### Grupo 2
| | Equipo                          | Puntos | J | G | P | PF  | PC  | DP  |
| --- | ------------------------------- | ------ | - | - | - | --- | --- | --- |
| 1 | Uni Girona                      | 6      | 3 | 3 | 0 | 235 | 198 | 37  |
| 2 | Moguerza Real Canoe NC          | 5      | 3 | 2 | 1 | 208 | 198 | 10  |
| 3 | Femení Sant Adrià               | 4      | 3 | 1 | 2 | 186 | 218 | -32 |
| 4 | Caja Rural Promogest Valbusenda | 3      | 3 | 0 | 3 | 214 | 229 | -15 |
| Fuente: Federación Española de Baloncesto: Clasificación de la Liga Femenina 2 - Final Grupo 2; actualización automática |                                 |        |   |   |   |     |     |     |

### Partidos para el ascenso
| Equipo 1             | Resultado | Equipo 2               |
| -------------------- | --------- | ---------------------- |
| Arranz-Jopisa Burgos | 65-76     | Moguerza Real Canoe NC |
| UNB Obenasa Navarra  | 61-69     | Uni Girona             |

## Fase Permanencia
| | Equipo                | Puntos | J | G | P | PF  | PC  | DP  |
| --- | --------------------- | ------ | - | - | - | --- | --- | --- |
| 1 | Pabellón Ourense      | 5      | 3 | 2 | 1 | 190 | 157 | 33  |
| 2 | Grupo Marsol Conquero | 5      | 3 | 2 | 1 | 200 | 177 | 23  |
| 3 | SR Lima-Horta         | 5      | 3 | 2 | 1 | 181 | 184 | -3  |
| 4 | Jovent Palma          | 3      | 3 | 0 | 3 | 139 | 192 | -53 |
| Fuente: Federación Española de Baloncesto: Clasificación de la Liga Femenina 2 - Fase Permanencia; actualización automática |                       |        |   |   |   |     |     |     |

## Postemporada
Ascendieron a Liga Femenina:
- Uni Girona (Campeonas).
- Moguerza Real Canoe NC (Subcampeonas).

Descendieron de Liga Femenina:
- Extrugasa.
- (  Club Baloncesto San José renunció a la Liga Femenina y desapareció).[2]
- (  Mann Filter Zaragoza no descendió al ocupar la vacante por la renuncia del  Club Baloncesto San José).

Descendieron a Primera División Fem:
- Jovent Palma.
- SR Lima-Horta.
- (  Aros también en posiciones de descenso, mantuvo la categoría al ocupar vacantes).

Renunciaron a la Liga Femenina 2:
- CB Valls Vane-Lafarge.
- Hochland Viladecans.

Ascendieron desde Primera División Fem:
- Codigalco Carmelitas.
- Espace Tanit Eivissa.
- Chajeba 04.
- Unió Esportiva Mataró (al ocupar vacantes).
- (  CBF Alcoi – Germaine de Capuccini renunció al ascenso).

La Liga Femenina 2 quedaría en 30 equipos en la siguiente temporada.